# Jordbävningen i Agadir 1960
Jordbävningen i Agadir 1960 inträffade den 29 februari 1960 klockan 23:40 på kvällen. Det var den mest förödande och dödligaste jordbävningen i Marockos historia, med en magnitud på 5,7 Mw, dödade omkring 15 000 personer (en tredjedel av stadens befolkning vid den tiden) och skadade omkring 12 000 personer. Omkring 35 000 personer blev hemlösa. 

## Efter jordbävningen
Staden evakuerades två dagar efter jordbävningen för att undvika att sjukdomar spreds. Agadir återuppbyggdes tre kilometer söder om den ursprungliga platsen, på begäran av kung Mohammed V av Marocko som sa: "Om Agadir är dömd att förstöras vilar återuppbyggnadsarbetet på vår vilja." 
Frankrikes hangarfartyg La Fayette användes i räddningsarbetet.